# 心理罪之城市之光
《心理罪之城市之光》，是2017年中國大陆犯罪劇情片，改編自人气作家雷米的同名小说。此片為著名電視劇編導徐紀周首次編導電影作品。由鄧超、阮經天、劉詩詩、余皚磊及文淇領銜主演；林嘉欣特別演出；郭京飛友情出演，定於2017年12月22日於中國大陸上映；香港則2018年1月4日上映。。

## 劇情簡介
改編自人氣作家雷米暢銷犯罪小說。一個以「城市之光」為名的兇手透過變態的殺人儀式虐殺受害者，精通犯罪心理學的「鬼才」神探方木（鄧超飾）與同事米楠（劉詩詩飾）深入調查後，發現所有線索都跟方木有關，而他的舊同學江亞（阮經天飾）亦似乎牽涉其中。此時，網絡論壇「城市之光」發起以投票方式讓大眾決定下一個受害者的生死，整個城市因這場「黑暗審判」而陷入亢奮之中，只有方木保持警覺，查出江亞的妻子魏巍（林嘉欣飾）就是解謎的關鍵。就在謎底快將揭曉時，一場曲折離奇的變奏突然來襲..... 

## 演員陣容
| 演員   | 角色     |
| ------ | -------- |
| 鄧超   | 方木     |
| 阮經天 | 江亞     |
| 劉詩詩 | 米楠     |
| 余皚磊 | 楊學武   |
| 文淇   | 廖亞凡   |
| 林嘉欣 | 魏巍     |
| 郭京飛 | 任川     |
| 石兆琪 | 警察局長 |

## 工作人員
- 出品人：江志强
- 製片人：江志强
- 監製：
- 導演：徐纪周
- 原著：雷米
- 編劇：徐纪周
- 美術指導：邱偉明
- 製作公司：安乐影片有限公司、上海电影集团有限公司

## 分級

### 電影
| 國家/地區 | 分級 |
| 香港      | IIB  |

### 電視
| 國家／地區 | 分級                           |
| 香港       | PG(可能令人情緒不安並涉及暴力) |
| 臺灣       | 保護級                         |

## 外部連結
- 互联网电影数据库（IMDb）上《心理罪之城市之光》的资料（英文）
- 爛番茄上《心理罪之城市之光》的資料（英文）
- AllMovie上《心理罪之城市之光》的资料（英文）
- 開眼電影網上《心理罪之城市之光》的資料（繁體中文）
- Yahoo奇摩電影上《心理罪之城市之光》的資料（繁體中文）
- 雅虎香港電影上《心理罪之城市之光》的資料（繁體中文）
- 豆瓣电影上《心理罪之城市之光》的資料 （简体中文）
- 时光网上《心理罪之城市之光》的資料（简体中文）